# Henry Hildebrandt
Heinrich Hildebrandt (nacido en 1963) es un líder religioso y activista mexicano-canadiense. En 1991, se convirtió en pastor de una congregación fundamentalista de la Iglesia de Dios (Restauración) en Aylmer, Ontario, un grupo descrito por exmiembros como «controlador» y «similar a una secta».
Hildebrandt se convirtió en un crítico abierto de las medidas sanitarias respecto al COVID-19 y llevó a su congregación a desafiar las restricciones a las reuniones desde abril de 2020, que según él es una «conspiración del gobierno para destruir la verdadera iglesia cristiana».

## Primeros años
Hildebrandt es un ex-menonita que nació en 1963 en una familia mexicana de habla plautdietsch, cerca de Cuauhtémoc, Chihuahua. A una edad temprana, dejó la iglesia menonita para unirse a la Iglesia de Dios alemana. Hildebrandt emigró a Canadá en 1985 y cuatro años más tarde, se convirtió en ciudadano canadiense. Poco después se unió a la secta de la Iglesia de Dios (Restauración) y rápidamente se convirtió en líder.

## Controversias

### Acusación de abuso infantil
En 2001, Hildebrandt y su congregación se convirtieron en el centro de atención nacional debido a un enfrentamiento entre una familia de la congregación y la Children's Aid Society local sobre la disciplina física de los niños. Varios niños fueron secuestrados de una casa entre la congregación de Hildebrandt, ya que estaban disciplinando a sus hijos con correas y palos. También fue motivo de preocupación para las autoridades de bienestar infantil el hecho de que la iglesia prohibiera a las familias llevar a los niños enfermos a los médicos. Hildebrandt defendió a la familia, afirmando que sus métodos disciplinarios eran defendidos por su iglesia, se basaban en sus «convicciones bíblicas» y no constituían abuso. Tras el incidente, más de 100 miembros de su congregación huyeron a los Estados Unidos y posteriormente México por temor a que el gobierno canadiense «restringiera sus libertades» para golpear a sus hijos con correas y palos. Hildebrandt fue acusado penalmente después de que «identificó públicamente a un niño que es parte de un procedimiento de bienestar infantil», lo cual es ilegal en Ontario.

### COVID-19
En abril de 2020, durante la pandemia de COVID-19, Hildebrandt realizó servicios de autocine en su iglesia a pesar de los estrictos límites de reunión exigidos por la provincia de Ontario. No se presentaron cargos y, después de varias semanas, el gobierno de Ontario cedió y modificó las normas para permitir este tipo de reuniones.
Después de celebrar múltiples servicios religiosos en interiores desafiando los mandatos del gobierno de Ontario en enero y febrero de 2021, el Tribunal Superior de Justicia ordenó a Hildebrandt y su congregación que cumplieran con todas las restricciones de COVID-19. El 14 de mayo del mismo año, él y la congregación fueron declarados en desacato al tribunal y el juez Bruce Thomas ordenó que se cerraran las puertas de la iglesia y se emitieron multas de 117 mil de dólares.
En febrero de 2022, Hildebrandt se convirtió en partidario del Convoy de la Libertad en Ottawa. Dirigió servicios de adoración bilingües frente a los edificios del Parlamento junto con un pastor negro de Montreal durante la presencia del convoy en Ottawa y confrontó a la policía con su mensaje religioso. En agosto de 2022, su hijo fue declarado culpable de agredir a un hombre de 82 años durante un enfrentamiento relacionado con la pandemia fuera de la iglesia en 2021.